# Argenbühl

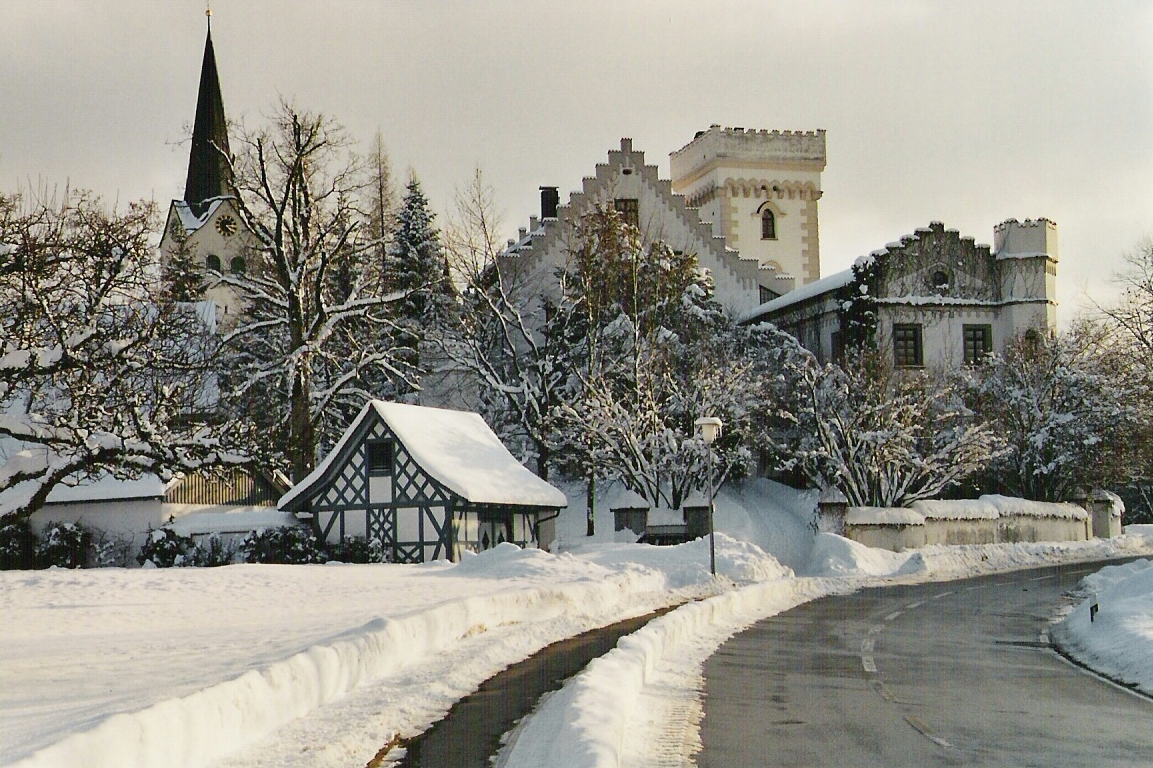
Làng Ratzenried ở Argenbühl.

Argenbühl là một đô thị ở huyện Ravensburg, bang Baden-Württemberg, thuộc nước Đức. Đô thị này có diện tích 76,42 km², dân số thời điểm 31 tháng 12 năm 2020 là 6548 người.